# Pyrenidium actinellum
Pyrenidium actinellum is een korstmosparasiet en behoort tot de klasse Dothideomycetes. Het komt voor op het witte citroenkorst (Pyrenodesmia teicholyta).

## Verspreiding
In Nederland komt het zeer zeldzaam voor.